# Institutul Neerlandez pentru Documentarea Războiului
Institutul NIOD pentru Documentarea Războiului, Holocaustului și Genocidului (în neerlandeză NIOD Instituut voor Oorlogs-, Holocaust - en Genocidestudies) este o organizație din Țările de Jos care administrează arhive și efectuează studii istorice cu privire la cel de-al Doilea Război Mondial, Holocaust și alte genociduri ce au avut loc sau au loc în întreaga lume. Institutul a fost fondat prin fuzionarea Institutului Neerlandez pentru Documentarea Războiului (Nederlands instituut voor oorlogsdocumentatie, NIOD, anterior Rijksinstituut voor oorlogsdocumentatie, RIOD) cu Centrul de Studii pentru Holocaust și Genocid (CHGS).
El a făcut parte din Koninklijke Nederlandse Akademie van Wetenschappen (Academia Regală Neerlandeză de Arte și Științe) de la 1 ianuarie 1999.

## Misiune
Scopul NIOD este următorul: Colectează, gestionează, deschide și face accesibile arhive și colecții referitoare la cel de-al Doilea Război Mondial. Desfășoară activități de cercetare academică și le publică. Oferă informații cu organisme guvernamentale și persoane fizice. Stimulează și organizează dezbateri și activități despre violența războiului și despre procesele care stau la baza violenței războiului. De asemenea, NIOD administrează arhivele ocupației germane a Țărilor de Jos și arhivele ocupației japoneze a Indiilor Olandeze de Est, precum și colecții mari de ziare și broșuri clandestine, fotografii, cărți și articole.

## Studii și publicații
Institutul a publicat Het Koninkrijk der Nederlanden in de Tweede Wereldoorlog (Regatul Țărilor de Jos în cel de-al Doilea Război Mondial) în paisprezece volume și 18.000 de pagini. Magnum opus a lui Loe de Jong este standardul de referință privind istoria Țărilor de Jos în timpul celui de-al Doilea Război Mondial. NIOD a elaborat recent o ediție electronică a întregii lucrări, disponibilă pentru descărcare din 11 decembrie 2011, sub licența creative commons CC BY 3.0.
De asemenea, el a efectuat un studiu referitor la masacrul de la Srebrenica din 1995, care a condus la raportul  Srebrenica: a ‘safe’ area, ceea ce a dus la demisia guvernului Wim Kok (2).

### Alte publicații
- Post, Peter / Gijsbers, Harco: The Encyclopedia of Indonesia in the Pacific War. Publisher: Brill, Leiden/Boston, 2010. ISBN: 9789004168664
- Withuis, Jolande / Mooij, Annet (eds.): The Politics of War Trauma, The Aftermath of World War II in Eleven European Countries. Publisher: Aksant, Amsterdam, 2010. ISBN: 9789052603711
- Boender, Barbara / Haperen, Maria van / Üngör, Ugu: The Holocaust and other genocides. An introduction. Publisher: Amsterdam University Press, Amsterdam, 2012. ISBN: 9789089643810
- Adler, Nanci: Keeping Faith with the Party: Communist Believers Return from the Gulag. Publisher: Indiana University Press, Bloomington, 2012. ISBN: 9780253357229
- Keizer, Madelon de (ed.) / Bakker, Marjo (ed.) / Griffin, Roger (ed.): Fascism. Journal of Comparative Fascist Studies. Publisher: Brill, Leiden, 2012. ISSN 2211-6257

## Galerie
|  |  |  |  |  |